# Zgornja Pohanca
Zgornja Pohanca – wieś w Słowenii, w gminie Brežice. W 2018 roku liczyła 99 mieszkańców.